# Jean-Jacques Beineix

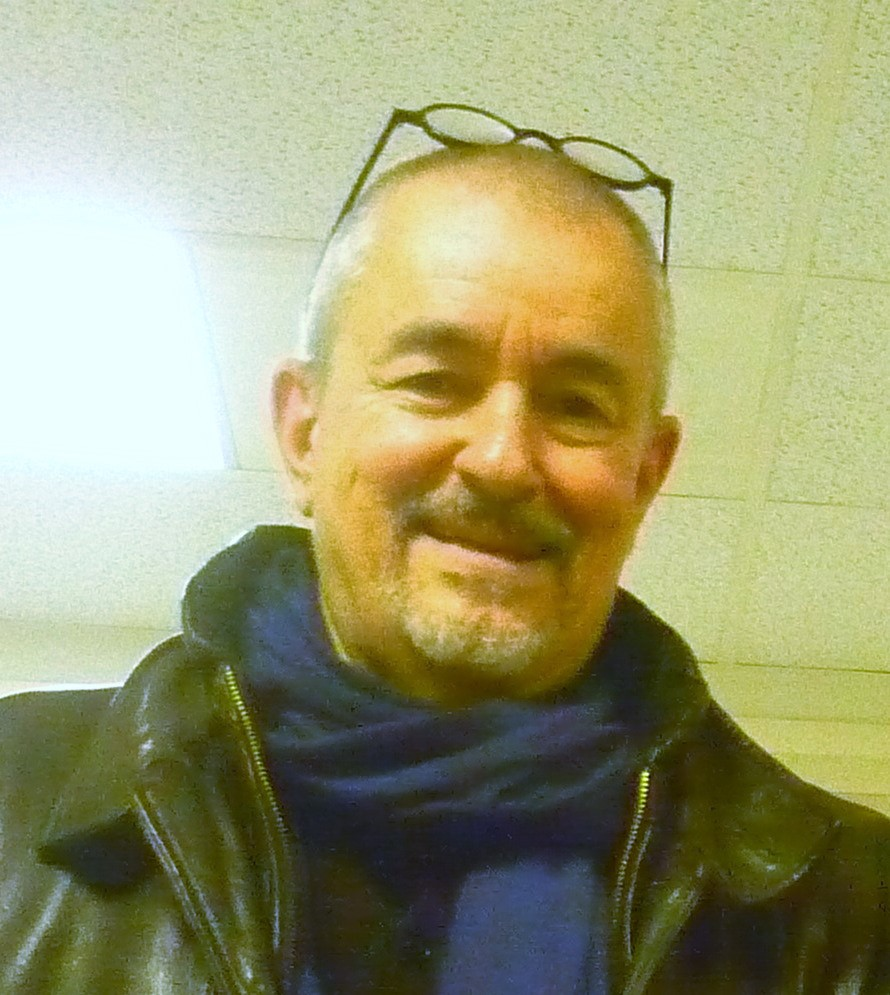
Jean-Jacques Beineix (2013)

Jean-Jacques Beineix (* 8. Oktober 1946 in Paris; † 13. Januar 2022 ebenda) war ein französischer Filmregisseur, Produzent und Drehbuchautor. Mit seinen Werken der 1980er Jahre, insbesondere Diva und Betty Blue – 37,2 Grad am Morgen, gilt er als maßgeblicher Vertreter der Filmbewegung Cinéma du look.

## Leben und Werk
Jean-Jacques Beineix wurde am 8. Oktober 1946 in Paris geboren. Er begann zunächst ein Medizinstudium, wendete sich dann aber der Filmkunst zu. Die Aufnahme an der Filmhochschule Institut des hautes études cinématographiques (IDHEC) verfehlte er knapp.
Im Jahre 1964 begann er als Regieassistent bei Jean Becker mit der Fernsehserie Eine französische Ehe. Sein erster Kinofilm als Regieassistent war 1970/71 Gérard Brachs Le bateau sur l’herbe. Es folgten weitere Assistentenarbeiten bei verschiedenen Regiegrößen, besonders bei Claude Zidi. Im Jahre 1977 verwirklichte Beineix seinen ersten Kurzfilm Le chien de Monsieur Michel. Er gewann damit den ersten Preis beim Festival Trouville und erhielt eine Nominierung für den César als Bester Kurzfilm. Im Jahre 1981 verwirklichte Jean-Jacques Beineix seinen ersten langen Film Diva, der gleich mehrmals bei der Verleihung des César 1982 ausgezeichnet wurde.
Beineix, der als Pionier der Filmbewegung des Cinéma du look andere Regisseure wie Luc Besson maßgeblich beeinflusste, war insbesondere am Anfang seiner Karriere auch intensiv als Werbefilmer tätig, unter anderem als Regisseur eines massiv ausgestrahlten Werbespots zur AIDS-Prävention. Schließlich wendete er sich von diesem Genre ab und begründete dies später mit dem Wunsch, sein Talent in den Dienst einer guten Sache zu stellen; die Werbung indessen sei keine solche.
Im Jahre 1987 wurde sein Film Betty Blue – 37,2 Grad am Morgen, Adaptation eines Romans von Philippe Djian mit Jean-Hugues Anglade und Béatrice Dalle in den Hauptrollen, für den Oscar des besten fremdsprachigen Films nominiert. Das Werk wurde von 3,6 Millionen Zuschauern im Kino gesehen und gilt als Kultfilm.

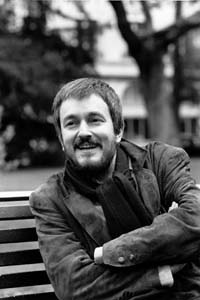
1989

Trotz des großen Erfolges von Diva und Betty Blue konnte Beineix zeitlebens die vielfach negative Aufnahme seiner Werke in seinem Heimatland nicht verwinden. So hatte Diva in Frankreich erst Erfolg, nachdem es im Ausland mit Preisen überhäuft worden war. Betty Blue bezeichneten französische Kritiker trotz der zahlreichen Nominierungen des Films für international renommierte Preise als „prätentiös“ und „langweilig“. Und Der Mond in der Gosse mit Gérard Depardieu und Nastassja Kinski wurde beim Festival von Cannes 1983 ausgebuht. 2020 erklärte Beineix, davon immer noch verletzt zu sein, und bezeichnete diese Erfahrungen als bestimmend für seine spätere Erfolglosigkeit. Stark belastete ihn auch der Tod von Yves Montand 1991 unmittelbar nach Ende der Dreharbeiten zu IP5 – Insel der Dickhäuter. In diesem Film spielt Montand einen alten Mann, der gegen Ende der Handlung an einem Herzinfarkt stirbt. Auch die reale Todesursache Montands war ein Herzinfarkt. Beineix fühlte sich von Teilen der Öffentlichkeit für den Tod des Schauspielers und Sängers, der den Status eines nationalen Symbols genoss, verantwortlich gemacht.
Nach Betty Blue führte Beineix noch in mehreren anderen Filmen Regie, darunter Rosalyn und die Löwen, mit denen er jedoch nicht an seine bis dahin erzielten Erfolge anknüpfen konnte. Auch der nach neunjähriger Kino-Schaffenspause von ihm gedrehte Mortal Transfer von 2001 war sowohl bei der Kritik als auch an der Kinokasse ein Misserfolg, mit dem er sich nach eigenen Angaben zudem stark verschuldete. Es war der letzte seiner insgesamt sechs Spielfilme. In der Folge drehte er mit seiner Produktionsfirma Cargo Films Dokumentarfilme für das Fernsehen.
Beineix war auch in anderen Gebieten als dem Film tätig. 2004 und 2006 erschienen zwei Bände eines Comics mit dem Titel L’Affaire du siècle, zu dem Beineix das Szenario beigesteuert hatte; Zeichner war Bruno de Dieuleveult. Ebenfalls 2006 erschien Beineix’ Autobiographie Les chantiers de la gloire. 2015 inszenierte er am Theater das autobiographische Stück Kiki de Montparnasse. 2020 veröffentlichte er den Roman Toboggan.
Jean-Jacques Beineix starb am 13. Januar 2022 nach langer Krankheit im Alter von 75 Jahren in Paris. Aus Anlass seines Todes änderten mehrere französische Fernsehsender ihr Programm, um zur Hauptsendezeit seine Filme zu senden; so gab Arte bekannt, am 22. Januar Betty Blue zu zeigen, und France 5 kündigte für den 24. Januar die Ausstrahlung von IP5 an.

## Filmografie
- 1972: The Day the Clown Cried (Regieassistenz / unveröffentlicht)
- 1977: Le chien de Monsieur Michel
- 1981: Diva
- 1983: Der Mond in der Gosse (La lune dans le caniveau)
- 1986: Betty Blue – 37,2 Grad am Morgen (37°2 le matin)
- 1989: Rosalyn und die Löwen (Roselyne et les lions)
- 1992: IP5 – Insel der Dickhäuter (IP 5 – L’île aux pachydermes)
- 1994: Otaku
- 2001: Mortal Transfer (Mortel transfert)
- 2013: Les Gaulois au-delà du mythe (Dokumentarfilm)

## Bücher
- (mit Bruno de Dieuleveult) Château de vampire à vendre (= L’affaire du siècle. Band 1). Glénat, Grenoble 2004, ISBN 2-7234-4578-X (Comic).
- (mit Bruno de Dieuleveult) Vampire à louer (= L’affaire du siècle. Band 2). Cargo Films / Au diable vauvert, 2006, ISBN 2-84626-100-8 (Comic).
- Les Chantiers de la gloire. Fayard, 2006, ISBN 2-213-61248-X (Autobiographie).
- Toboggan. Michel Lafon, 2020, ISBN 978-2-7499-3079-4 (Roman).

## Auszeichnungen (Auswahl)
- 1979: César-Nominierung, Bester Kurzfilm, für Le chien de Monsieur Michel
- 1981: Silver Hugo für das Beste Erstlingswerk, Chicago International Film Festival, für Diva
- 1981: Nominierung für den Hauptpreis, Internationales Filmfestival Moskau, für Diva
- 1982: César, Bestes Erstlingswerk, für Diva
- 1983: BAFTA-Nominierung, Bester nicht-englischsprachiger Film, für Diva
- 1983: Nominierung Goldene Palme, Internationale Filmfestspiele von Cannes, für Der Mond in der Gosse
- 1987: César-Nominierung, Bester Film, für Betty Blue – 37,2 Grad am Morgen
- 1987: César-Nominierung, Beste Regie, für Betty Blue – 37,2 Grad am Morgen
- 1987: BAFTA-Nominierung, Bester nicht-englischsprachiger Film, für Betty Blue – 37,2 Grad am Morgen
- 1989: Nominierung Tokyo Sakura Grand Prix, Tokyo International Film Festival, für Rosalyn und die Löwen
- 1992: Nominierung Tokyo Sakura Grand Prix, Tokyo International Film Festival, für IP 5 – Insel der Dickhäuter